# 細菌性ロイシルアミノペプチダーゼ
細菌性ロイシルアミノペプチダーゼ(Bacterial leucyl aminopeptidase、EC 3.4.11.10)は酵素である。以下の化学反応を触媒する。
トリペプチドからN末端のアミノ酸を遊離する。ロイシンに選択的に働くが、グルタミン酸やアスパラギン酸には働かない。
亜鉛酵素である。